# Shelsley Motors

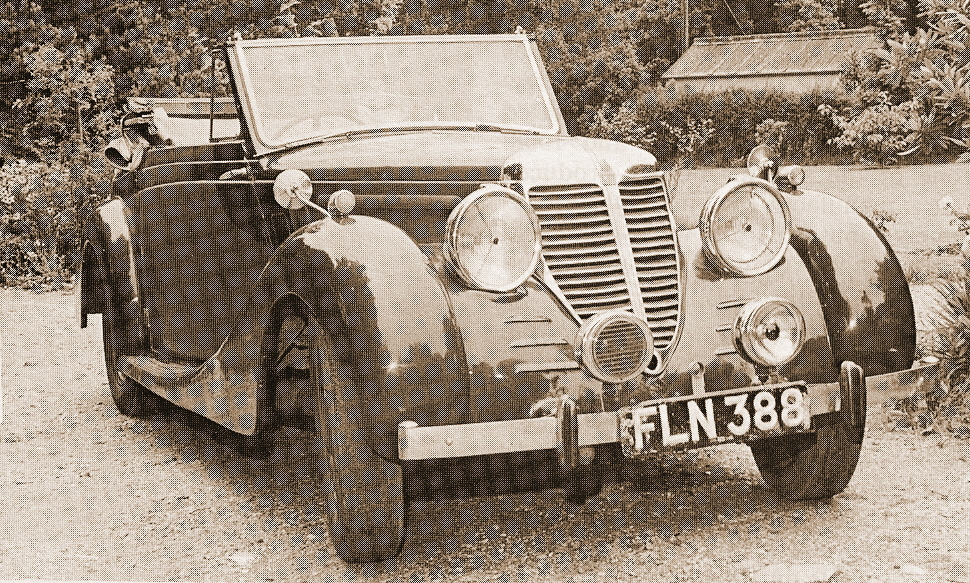
Raymond Mays von 1939

Shelsley Motors war ein britischer Hersteller von Automobilen.

## Unternehmensgeschichte
Der Rennfahrer Raymond Mays gründete 1938 das Unternehmen in Bourne und begann mit der Produktion von Automobilen. Der Markenname lautete Raymond Mays. 1939 endete die Produktion. Insgesamt entstanden fünf Fahrzeuge.

## Fahrzeuge
Das Unternehmen stellte Sportwagen her. Ein wassergekühlter V8-Motor von der Standard Motor Company trieb die Fahrzeuge an. Der Motor mit SV-Ventilsteuerung leistete 85 PS aus 2868 cm³ Hubraum. Eine andere Quelle gibt 63,5 mm Bohrung, 100 mm Hub und 2686 cm³ Hubraum an, allerdings ergeben diese Maße rechnerisch 2533 cm³ Hubraum. Zur Wahl standen zwei- und viersitzige Karosserien.